# Wello meridionale
Wello meridionale è una delle zone amministrative in cui è suddivisa la Regione degli Amara in Etiopia.

## Woreda
La zona è composta da 25 woreda:
1. Albuko
2. Ambasel
3. Argoba
4. Borena
5. Delanta
6. Dessie town
7. Dessie Zuria
8. Hike town
9. Jama
10. Kalu
11. Kelela
12. Kombolcha town
13. Kutaber
14. Legambo
15. Legehida
16. Mehal Sayint
17. Mekane Selame
18. Mekdela
19. Sayint
20. Tenta
21. Tehuledere
22. Wegde
23. Were Ilu
24. Wereilu town
25. Worebabu